# 米家山 (山峰)
米家山在中华人民共和国甘肅省景泰縣內的山，東邊山腳臨黃河，屬祁連山脈東北餘脈。在地震學研究上，自1920年海原大地震以來米家山的走滑斷裂成為研究青藏高原海原斷裂帶的斷層活動的重要課題。

## 斷層
米家山在1920年海原大地震的发震断层哈斯山南麓断层南侧，位于广义海原断裂老虎山段与狭义海原断裂西段的交接位置，而且走滑斷裂从哈思山穿越米家山时走向和倾向均有变化，顯示米家山對海原断裂的活动起重要的控制作用。基於斷層活動，米家山在49萬年前起（0.49Ma）抬升，抬升速率为2±0.34毫米/年，形成一個隆起區。另有相關研究

## 交通
西側不遠處是包蘭鐵路和S201公路，再西邊是景泰縣內另一大山壽鹿山。行政上歸黃河石林國家地質公園管轄。

## 事故
2021年5月22日黃河石林山地馬拉松在米山家因極端低温發生21死事故。